# یواس‌سی و جی‌اس یوکان (۱۸۷۳)
یواس‌سی و جی‌اس یوکان (۱۸۷۳) (به انگلیسی: USC&GS Yukon (1873)) یک کشتی است که طول آن ۸۴ فوت (۲۶ متر) می‌باشد.